# Psolidium dorsipes
Psolidium dorsipes är en sjögurkeart som beskrevs av Ludwig. Psolidium dorsipes ingår i släktet Psolidium och familjen lergökar. Inga underarter finns listade i Catalogue of Life.